# En Nahud
En Nahud (árabe  النهود, también en-Nahud, a-Nuhud) es una ciudad en el desierto, en el centro de Sudán. Anteriormente ubicado dentro de la división política sudanesa de Kordofán del Oeste,  se encuentra en Hamar, el lugar de la etnia de Hamar, en la sabana al suroeste de El Obeid  en el estado de Kordofán del Norte. De acuerdo con un cálculo tiene En Nahud en 2010 aproximadamente 87.000 habitantes. 
En Nahud es un centro de comercio de la goma arábiga, que se obtiene en la vecindad, y se exporta por El Obeid y Port Sudan. También los cacahuetes eran en la segunda mitad del siglo XX  un importante cultivo comercial de la zona.
La ciudad tiene un aeropuerto ( IATA : DNU; OACI : HSNH).

## Transporte
Es servido por el aeropuerto de Nahud.